# شوت

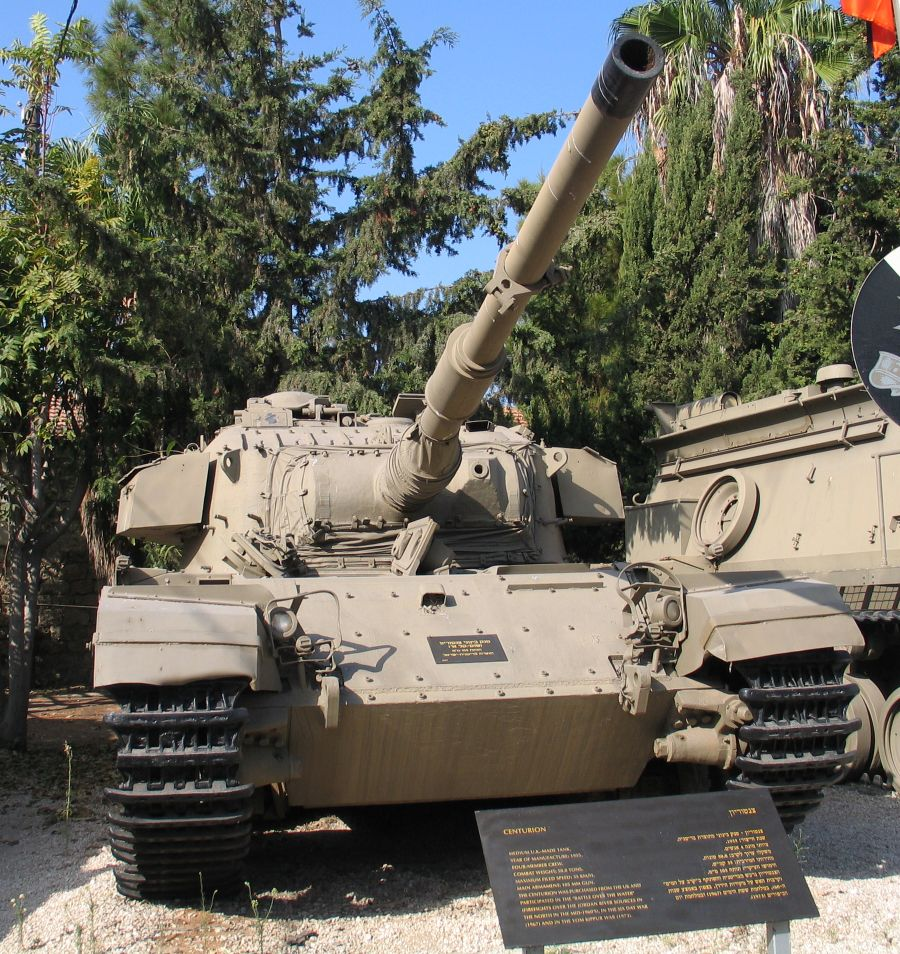
شوت کال الف

شوت ( عبری: שוט‎ שוט) نامِ تانک 105 میلی متری L7 مسلح Centurion است که در اواخر دهه 1960 وارد خدمت اسرائیل شد. 

## نسخه ها

### شوت شهاب
شوت شهاب یک تانک Centurion با موتور اصلی بنزینی Rolls-Royce Meteor است.

### شوت کال الف/بت/گیمل/دلت
شات کال یک تانک مدرن سنتوریون با یک پاورپک جدید ( موتور دیزلی Continental AVDS-1790-2A و جعبه دنده Allison CD850-6) است. اضافه شده "Kal" به مخفف سازنده موتور Continental اشاره دارد که در اصل در زبان عبری به عنوان "שוטקל" و به عنوان "sho'tqal" ترجمه شده است.
کال در سال 1970 وارد خدمت شد و تا سال 1974 تمام سانتوریون‌های اسرائیلی و شوت شهاب به شوت کال ارتقا یافتند. متغیرهای فرعی نشان دهنده ارتقاهای دریافت شده توسط تانک های شوت کال در طول عمر عملیاتی خود هستند، از جمله مکانیسم چرخش برجک جدید، تثبیت کننده اسلحه جدید، سیستم جدید کنترل آتش و آماده سازی برای نصب زره واکنشی بلیزر.

## تاریخچه رزم

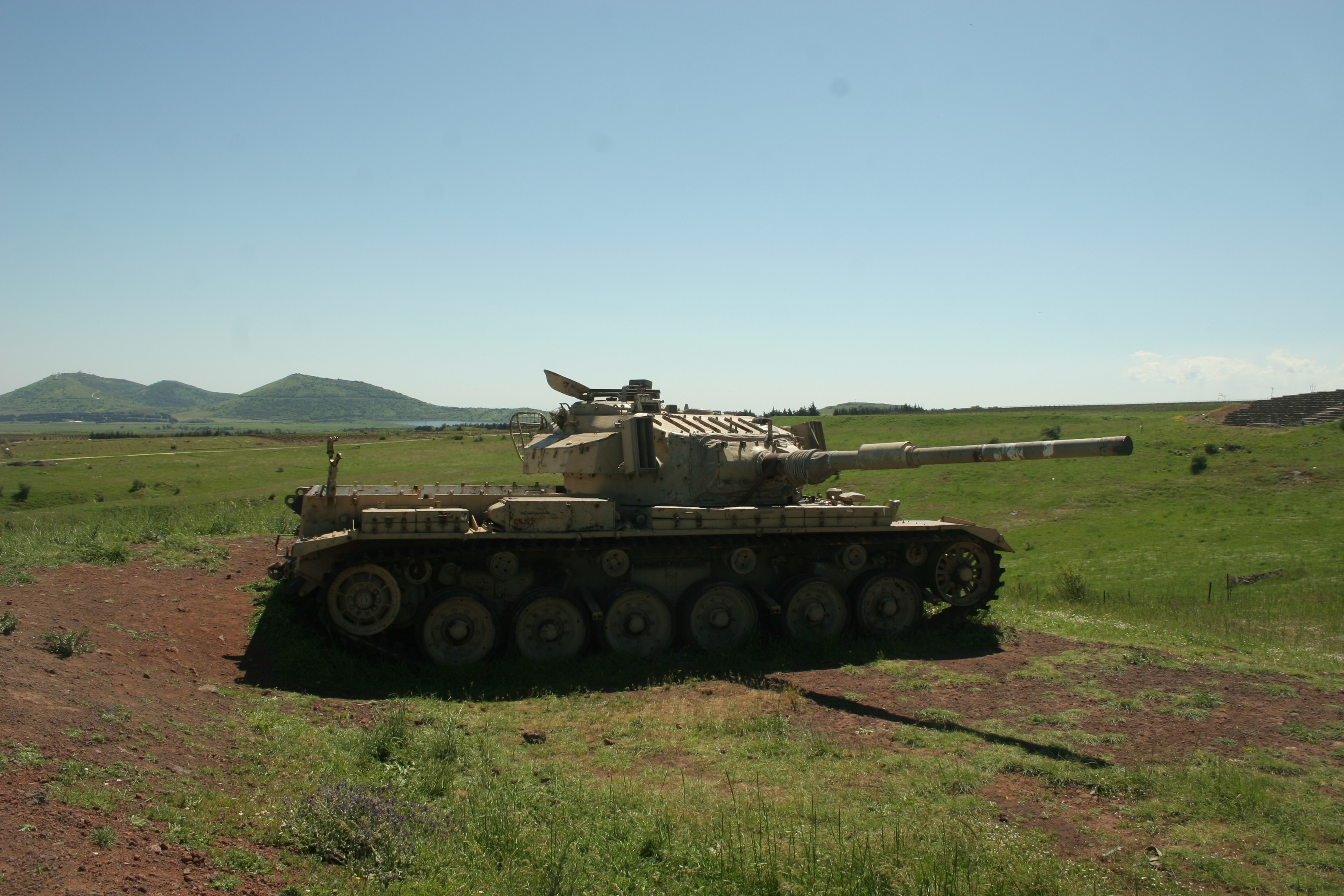
یک تانک شوت در بنای یادبود اوز 77، نزدیک دره اشک ، ارتفاعات جولان

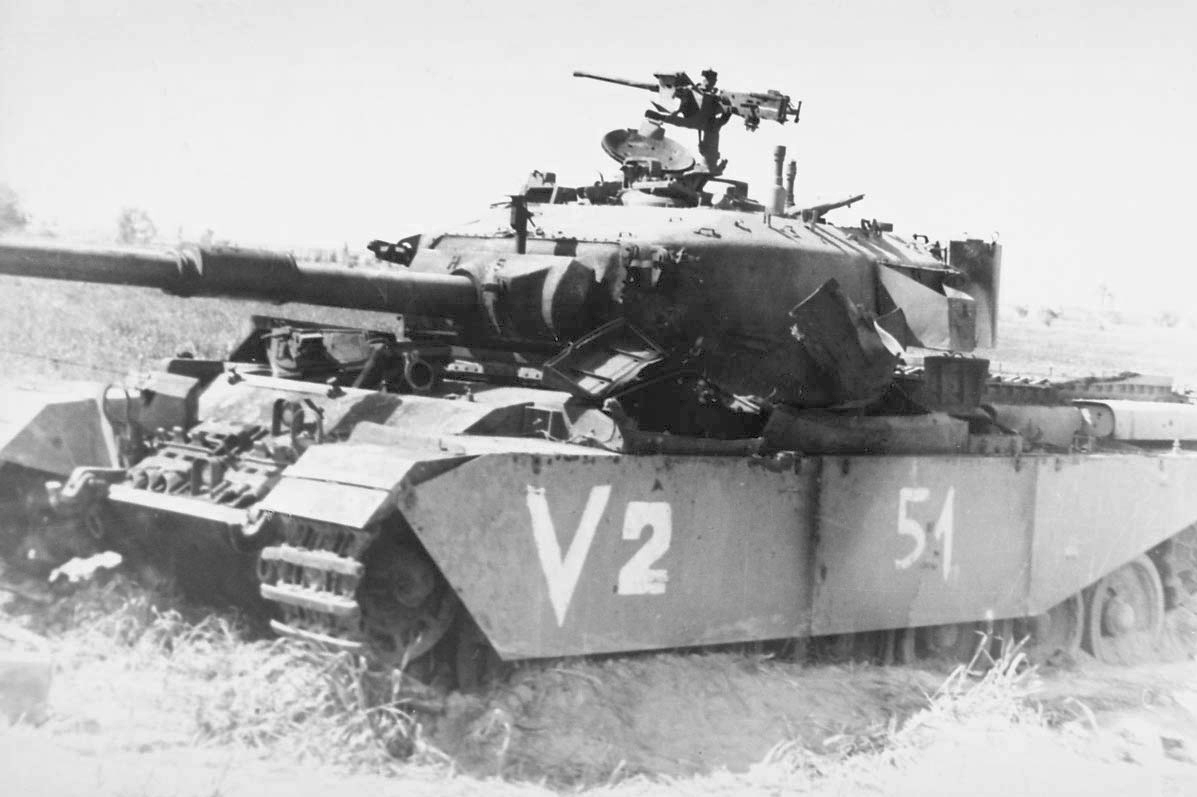
شوت اسرائیلی منهدم شده

تانک شوت در جنگ شش روزه در سال 1967 و جنگ یوم کیپور در سال 1973 خدمت کرد. یکی از آنها، متعلق به تیپ زرهی 188 ، توسط کاپیتان زویکا گرینگولد ، یک تانک اسراییلی، اداره می شد. با این حال، مانند تمام تانک‌ها در روزهای آغازین جنگ یوم کیپور در سال 1973، این تانک در برابر سلاح‌های ساخت شوروی مانند RPG-2 ، RPG-7 و موشک‌های هدایت شونده کیف ساگر ، سلاح‌هایی که مصری‌ها در تعداد زیادی از آنها استفاده می‌کردند، بسیار آسیب‌پذیر بود. در عبور از خط بار Lev . تخمین زده می‌شود که نیروهای مسلح اسرائیل در طی دو روز اول جنگ تا 40 درصد از گروه‌های زرهی جنوبی خود را از دست دادند و این امر ضرورت پشتیبانی پیاده نظام از گروه‌های زرهی را برجسته می‌کند و در نهایت تانک‌های اصلی نبرد مرکاوا مجهز به پایگاه‌های نظامی عقب‌نشین شدند. .
شوت همچنین در تهاجمات 1978 و 1982 به لبنان مورد استفاده قرار گرفت. 

## همچنین ببینید
- Nagmasho't / Nagmachon / Nakpadon – نفربرهای زرهی سنگین اسرائیلی مبتنی بر شاسی تانک Centurion.
- خودروی مهندسی زرهی پوما – خودروی مهندسی رزمی اسرائیل بر روی شاسی تانک Centurion.
- تانک Centurion - تانک بریتانیایی که Sho't از آن مشتق شده است.